# Lowry's Bight
Lowry's Bight är en vik i Belize.   Den ligger i distriktet Corozal, i den norra delen av landet, 130 km norr om huvudstaden Belmopan. Lowry's Bight ligger vid sjön Laguna Seca.
I omgivningarna runt Lowry's Bight växer i huvudsak städsegrön lövskog. Runt Lowry's Bight är det glesbefolkat, med 18 invånare per kvadratkilometer.